# 克拉倫登堂區
克拉倫登堂區（英語：Clarendon Parish）是牙買加的14個堂區之一，屬於米德爾塞克斯郡的一部分，位於該國南部，北接聖安堂區，東鄰聖凱瑟琳堂區，南臨加勒比海，西毗曼徹斯特堂區，首府設於梅彭，面積1,196平方公里，2001年人口237,024。

## 外部連結
- Clarendon Guide （页面存档备份，存于）
- Clarendon
- Statistical Institute of Jamaica（页面存档备份，存于）
- Statistics
- Clarendon（页面存档备份，存于）
- Political Geography（页面存档备份，存于）

1. ↑  . city-facts. 2024  [14 December 2024]. （原始内容存档于2025-02-02）.
2. ↑  . The Ministry of Local Government & Rural Development. 2024  [14 December 2024]. （原始内容存档于2025-01-22）.